# Emanuel Matola
Emanuel Fernando Matola (Lourenço Marques, 11 de setembro de 1967) é um ex-futebolista e treinador de futebol moçambicano que atuava como meia-atacante. Representou a Seleção Moçambicana em duas edições da Copa das Nações Africanas.

## Carreira
Em clubes, Nana defendeu apenas Matchedje e Costa do Sol. Pelo Matchedje, venceu o Moçambola em 1990 e repetiu o feito por 2 vezes como jogador dos Canarinhos. Ainda venceu 4 edições da Taça de Moçambique e 3 da Supertaça antes de sua aposentadoria, em 1999.

## Seleção Moçambicana
Pela Seleção Moçambicana, o meio-campista estreou em setembro de 1988, na derrota por 1 a 0 para o Malaui, em amistoso disputado em Lilongwe, capital do país vizinho. Sua primeira competição internacional foi a Copa das Nações Africanas de 1996, onde atuou em 3 jogos, enquanto na edição de 1998, disputou apenas a partida contra a Zâmbia. Em ambas, Moçambique foi eliminado na primeira fase.
Sua última partida pelos Mambas foi contra a Eritreia, pelas eliminatórias da Copa Africana de 2000. Com 66 jogos, Nana é o quinto jogador que mais vestiu a camisa da seleção, empatado com o goleiro Kapango. Ele ainda marcaria 5 gols em sua carreira internacional.

## Carreira de treinador
Em sua carreira de treinador, Nana comandou apenas duas equipes: o Desportivo de Nacala (2009) e o Matchedje (2019)

## Vida pessoal
Seu irmão, Fernando Matola, era zagueiro e também defendeu 2 clubes em sua carreira, o Costa do Sol e o Black Leopards (África do Sul), além da Seleção Moçambicana (15 jogos e um gol), falecendo em um acidente automobilístico em setembro de 2007 quando viajava para a Tanzânia, onde enfrentaria a seleção local pelas eliminatórias da Copa das Nações Africanas de 2008.
Em dezembro de 2023, foi um dos 41 homenageados na FMF Awards Gala de Futebol, promovida pela Federação Moçambicana de Futebol.

## Títulos
Costa do Sol
- Moçambola: 1993, 1994
- Taça de Moçambique: 1993, 1995, 1997, 1999
- Supertaça de Moçambique: 1993, 1994, 1996

Matchedje
- Moçambola: 1990